# Melanitis
Melanitis är ett släkte av fjärilar. Melanitis ingår i familjen praktfjärilar.

## Bildgalleri

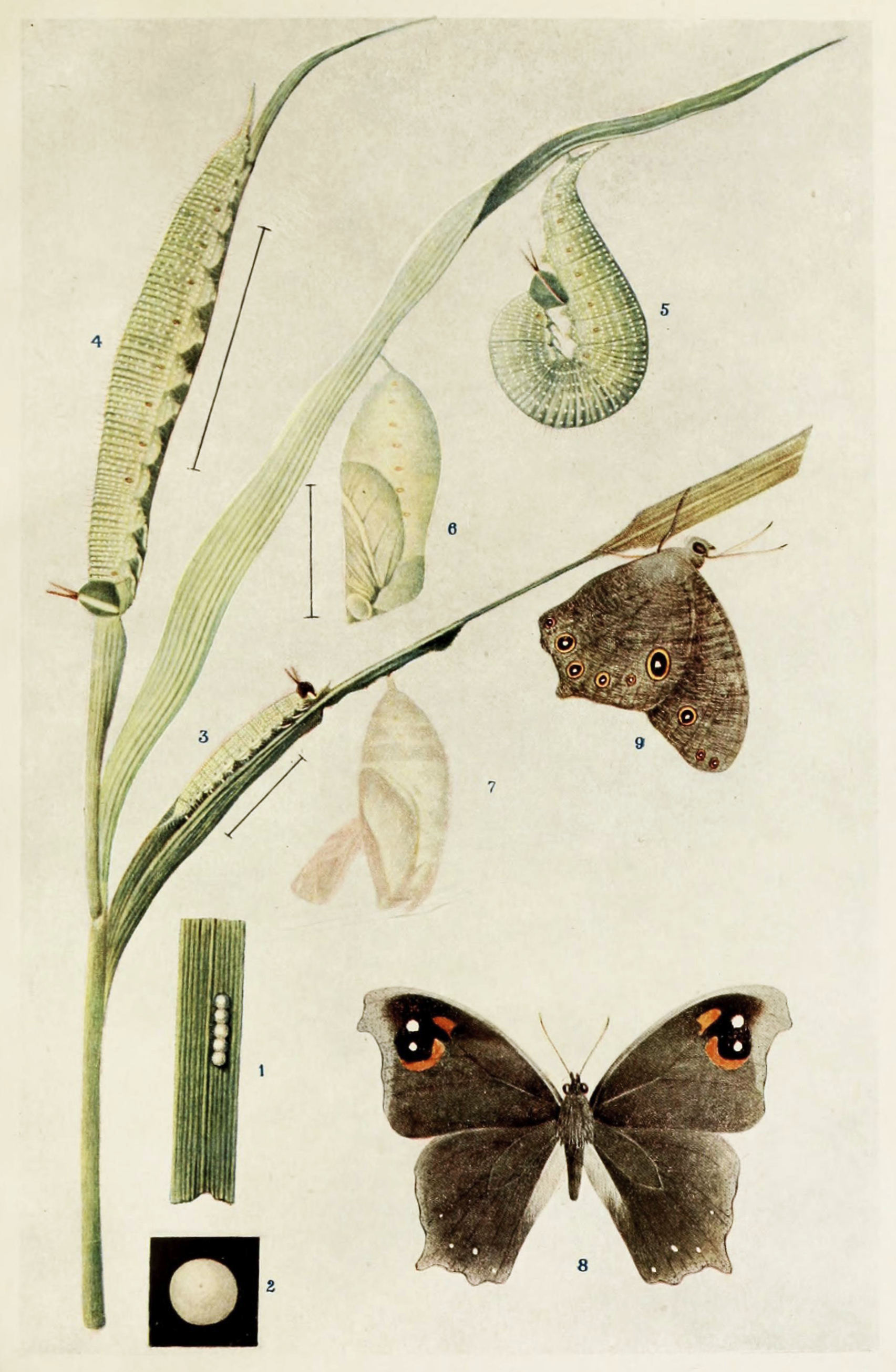

## Dottertaxa tillMelanitis, i alfabetisk ordning[1]
- Melanitis abdullae
- Melanitis aculeata
- Melanitis africana
- Melanitis amabilis
- Melanitis ambasara
- Melanitis ampa
- Melanitis andamanica
- Melanitis angulata
- Melanitis anisakana
- Melanitis ansorgei
- Melanitis arcensia
- Melanitis asakurae
- Melanitis aswa
- Melanitis aswina
- Melanitis atrax
- Melanitis auletes
- Melanitis autumnalis
- Melanitis bankia
- Melanitis batjana
- Melanitis bazilana
- Melanitis bela
- Melanitis belinda
- Melanitis bernardi
- Melanitis bethami
- Melanitis boisduvalia
- Melanitis bouruana
- Melanitis buruana
- Melanitis cajetana
- Melanitis carales
- Melanitis celebicola
- Melanitis clya
- Melanitis constantia
- Melanitis crameri
- Melanitis crimisa
- Melanitis cristobali
- Melanitis cruentula
- Melanitis dampierensis
- Melanitis decolorata
- Melanitis depicta
- Melanitis desperatat
- Melanitis despoliata
- Melanitis destitans
- Melanitis determinata
- Melanitis dictatrix
- Melanitis dominans
- Melanitis druryodana
- Melanitis enganica
- Melanitis erichsonia
- Melanitis ernita
- Melanitis fulvescens
- Melanitis fulvinotata
- Melanitis galkissa
- Melanitis ganapati
- Melanitis geluna
- Melanitis gigantea
- Melanitis gnophodes
- Melanitis gokala
- Melanitis grisescens
- Melanitis gylippa
- Melanitis helena
- Melanitis hopkinsi
- Melanitis hylecoetes
- Melanitis inoculata
- Melanitis insulicola
- Melanitis intermedia
- Melanitis ismene
- Melanitis ismenides
- Melanitis jobina
- Melanitis kajelana
- Melanitis kalinga
- Melanitis kapura
- Melanitis kiriwinae
- Melanitis lacrima
- Melanitis leda
- Melanitis levuna
- Melanitis libya
- Melanitis linga
- Melanitis liukiuana
- Melanitis lucillus
- Melanitis meforica
- Melanitis microphthalma
- Melanitis miniscula
- Melanitis moluccarum
- Melanitis morosa
- Melanitis musckata
- Melanitis mycena
- Melanitis niasicus
- Melanitis niyaga
- Melanitis nuwara
- Melanitis nyassae
- Melanitis obiana
- Melanitis obsolescens
- Melanitis obsoleta
- Melanitis offaka
- Melanitis oinoë
- Melanitis ottensis
- Melanitis palawanica
- Melanitis palliata
- Melanitis panvila
- Melanitis patra
- Melanitis phedima
- Melanitis pinheyi
- Melanitis pitya
- Melanitis plagiata
- Melanitis polishana
- Melanitis pompeja
- Melanitis ponapensis
- Melanitis pseudaswa
- Melanitis pyrrha
- Melanitis ribbei
- Melanitis rufinus
- Melanitis saipanensis
- Melanitis salapia
- Melanitis salomonis
- Melanitis semifasciata
- Melanitis semioculata
- Melanitis simessa
- Melanitis solandra
- Melanitis sumati
- Melanitis sumatranus
- Melanitis sumbana
- Melanitis suyudana
- Melanitis taitensis
- Melanitis tambra
- Melanitis tristis
- Melanitis vada
- Melanitis valentina
- Melanitis vamana
- Melanitis varaha
- Melanitis velutina
- Melanitis violetta
- Melanitis xanthophthalmus
- Melanitis zenon
- Melanitis zitenides
- Melanitis zitenius